# Золотохвостий колібрі-сапфір
Золотохвостий колі́брі-сапфір (Chrysuronia) — рід серпокрильцеподібних птахів родини колібрієвих (Trochilidae). Представники цього роду мешкають в Центральній і Південній Америці. Раніше рід вважався монотиповим і включав лише золотохвостого колібрі-сапфіра, однак за результатами молекулярно-філогенетичного дослідження 2014 року до роду Chrysuronia було включено також низку видів, яких раніше відносили до інших родів.

## Види
Виділяють дев'ять видів:
- Колібрі-лісовичок зелений (Chrysuronia goudoti)
- Колібрі-сапфір золотохвостий (Chrysuronia oenone)
- Агиртрія бразильська (Chrysuronia versicolor)
- Колібрі-лісовичок синьогорлий (Chrysuronia coeruleogularis)
- Колібрі-лісовичок сапфіровогрудий (Chrysuronia lilliae)
- Колібрі-сапфір панамський (Chrysuronia humboldtii)[10]
- Колібрі-сапфір синьоголовий (Chrysuronia grayi)
- Агиртрія білогорла (Chrysuronia brevirostris)
- Агиртрія прибережна (Chrysuronia leucogaster)

## Етимологія
Наукова назва роду Chrysuronia походить від сполучення слів дав.-гр. χρυσος — золото і ουρα — хвіст.